# Samsung Galaxy M01
Il Samsung Galaxy M01 è uno smartphone dual SIM di fascia bassa prodotto da Samsung in India, facente parte della serie Samsung Galaxy M.

## Caratteristiche tecniche

### Hardware
Il Galaxy M01 è uno smartphone con form factor di tipo slate, le cui dimensioni sono di 147,5 × 70,9 × 9,8 millimetri e pesa 168 grammi.
Il dispositivo è dotato di connettività GSM, HSPA, LTE, di Wi-Fi 802.11 b/g/n con supporto a Wi-Fi Direct ed hotspot, di Bluetooth 4.2 con A2DP ed LE, di GPS con A-GPS, GALILEO, BDS e GLONASS e di radio FM. Ha una porta microUSB 2.0 OTG ed un ingresso per jack audio da 3,5 mm.
Il Galaxy M01 è dotato di schermo touchscreen capacitivo da 5,7 pollici di diagonale, di tipo PLS IPS con aspect ratio 19:9, angoli arrotondati e risoluzione HD+ 720 × 1520 pixel (densità di 294 pixel per pollice). Il frame laterale ed il retro sono in plastica.
La batteria agli ioni di litio da 4000 mAh non è removibile dall'utente.
Il chipset è un Qualcomm Snapdragon 439. La memoria interna di tipo eMMC 5.1 è di 32 GB, mentre la RAM è di 3 GB.
La fotocamera posteriore ha un sensore da 13 megapixel ed uno di profondità da 2 megapixel, è dotata di autofocus e flash LED, è in grado di registrare al massimo video full HD a 30 fotogrammi al secondo, mentre la fotocamera anteriore ("incorniciata" nel notch a goccia) è da 5 megapixel.

### Software
Il sistema operativo è Android, in versione Android 10. Ha l'interfaccia utente One UI Core 2.0.
Nel corso del 2021 viene aggiornato ad Android 11 con One UI Core 3.1.

## Commercializzazione
Il dispositivo è stato immesso sul mercato a giugno 2020.

## Varianti

### Galaxy M01 Core
Il Samsung Galaxy M01 Core è una variante dell'M01, ancora più economica di quest'ultimo, commercializzata il 29 luglio 2020. Oltre ad essere di dimensioni (schermo da 5,3" HD+) e peso (150 g) più ridotti, differisce dall'M01 principalmente per la presenza di un chipset MediaTek MT6739 con CPU qaud-core (4 Cortex-A53 da 1.5 GHz) e GPU PowerVR GE8100, di Android 10 in versione Go, della fotocamera posteriore da 8 megapixel, di tagli di memoria da 1/16 e 2/32 GB e di una batteria agli ioni di litio da 3000 mAh.
È stato anche commercializzato senza GLONASS in alcuni mercati come Samsung Galaxy A01 Core.

### Galaxy M01s
Il Samsung Galaxy M01s è una variante dell'M01 "migliorata" e leggermente più costosa, commercializzata il 16 luglio 2020. Oltre ad essere di dimensioni (schermo da 6,2" HD+) maggiori, differisce dall'M01 principalmente per la presenza di Android 9 di serie, aggiornabile fino alla versione 11 con One UI Core 3.1, per la presenza di un chipset MediaTek Helio P22, con CPU octa-core e GPU PowerVR GE8320, di una fotocamera anteriore da 8 megapixel con f/2.0 e di un sensore rilevatore di impronte digitali posteriore.